# Tolmino
Tolmino (in sloveno Tolmin; in tedesco Tolmein; in friulano Tulmin) è un comune della Slovenia di 11 626 abitanti della Slovenia occidentale, situato nell'alto bacino del fiume Isonzo.
Ha ottenuto il titolo Città alpina dell'anno 2016.

## Geografia fisica
Tolmino è adagiata sull'alta valle dell'Isonzo, nel cuore delle Alpi Giulie, in una vasta piana dove il torrente Tolminca (Tolminka) e l'Idria, dopo aver ricevuto le acque della Baccia (Bača), confluiscono nel fiume.

### Corsi d'acqua
- Fiume Isonzo;
- Torrente Merzli (Mrzli potok);
- Torrente Zadlaščica;
- Torrente Tolminca (Tolminka);[6]
- Fiume Idria (Idrijca);
- Torrente Baccia (Bača);
- Torrente Trebusčica.[7]

### Monti e passi principali
Il paese di Tolmino, inserito nel centro della vallata dell'Isonzo, è circondato da numerosi monti delle Alpi Giulie:
Monte Bogatin, 1977 m; Monte Cucco (Tolminski Kuk), 2086 m; Vrh nad Škrbino, 2054 m; Passo Globoca (Globoko), 1828 m; Monte Vacu (Vogel), 1922 m; Monte Cradizza (Rodica), 1966 m; Raskovec, 1967 m; Matajurski vrh, 1936 m; Črna prst, 1844 m; Kobla, 1498 m; Vrh Bače, 1273 m; Slatnik, 1609 m; Lajnar, 1549 m; Hoc, 1513 m; Porezen, 1622 m; monte Merzli  (Mrzli vrh), 1360 m; Monte Testa di Cavallo (Kobilja Glava), 1475 m; Passo di Colle Pietra (Petrovo Brdo), 808 m; Monte Cassarizza, 961 m (Degarnik); Kozlov rob, 426 m; Sleme, 1408 m; Ježa, 949 m; Monte Piatto (Trniški vrh), 1139 m; Passo Zagradan (Za gradom); Pleče, 899 m; Monte Nachnoi (Nagnoj), 1192 m; Monte Cucco di Luico (Kuk), 1242 m.

## Storia
Zona di insediamenti preistorici (ritrovamenti di necropoli hallstattiane presso il monte Castello - Kozlov Rob), Tolmino fu poi abitata da genti illiriche e successivamente dai Romani. I reperti ritrovati sono ora custoditi in vari musei sia in Italia che in Austria e in Slovenia.
Dopo la caduta dell'Impero romano d'Occidente, e la parentesi del Regno ostrogoto, a seguito della Guerra gotica promossa dall'imperatore Giustiniano I entrò a far parte del Prefettura del pretorio d'Italia in mano ai bizantini. Dopo la calata, nel 568, nell'Italia settentrionale dei Longobardi, seguiti poi da popolazioni slave, entrò a far parte del Ducato del Friuli.
In seguito alla caduta del regno longobardo e alla sua inclusione nei domini di Carlo Magno, nel 781 entrò nel Regnum Italiae affidato da Carlo al figlio Pipino; nell'803 venne istituita la Marchia Austriae et Italiae che comprendeva il Friuli, la Carinzia, la Carniola e l'Istria. Alla morte di Pipino nell'810, il territorio passò in mano al figlio Bernardo.
Con la morte di Carlo Magno nell'814 la carica imperiale passò a Ludovico I; questi, dopo aver deposto il nipote Bernardo, affidò poi il Regnum Italiae al suo primogenito Lotario, il quale già nell'828 (dopo aver deposto Baldrico, ultimo duca del Friuli, per non aver saputo difendere le frontiere orientali dagli Slavi) divise la parte orientale del Regno, ossia la Marca Orientale, in quattro contee: Verona, Friuli, Carniola e Istria (comprendente il Carso e parte della Carniola interna). Da allora le contee del Friuli e dell'Istria vennero conglobate nella nuova “marca d'Aquileia”, come parte del Regno d'Italia.
In seguito al Trattato di Verdun, nell'843, il suo territorio entrò a far parte della Francia Media in mano a Lotario I e più specificatamente dall'846 della Marca del Friuli, in mano al marchese Eberardo a cui succedettero prima il figlio Urnico e poi l'altro figlio Berengario; anche dopo i trattati di Prüm e Meerssen rimase nel Regnum Italicum.
Cessato il dominio franco con la deposizione di Carlo il Grosso, Berengario, divenuto re d'Italia, passò il marchesato aquileiese al suo vassallo Vilfredo che venne poi nell'895 da lui nominato marchese del Friuli e dell'Istria.
Nel 951 passò alla Marca di Verona e Aquileia; dopo un'iniziale sottomissione al Ducato di Baviera dal 952, nel 976 passò al Ducato di Carinzia appena costituito dall'imperatore Ottone II.
Nel 1077 l'alta valle dell'Isonzo passò al Principato ecclesiastico di Aquileia.
Nel Medioevo divenne un nodo stradale tra il Friuli e la Carniola.
Nel 1379 il patriarca Marquardo di Randeck affittò il castello di Tolmino con tutti i redditi e proventi della contrada, con i diritti annessi e con la gastaldia al Capitolo di Cividale.
Dal 1420 la Gastaldia di Tolmino passò sotto il dominio della Repubblica di Venezia.
Nel 1509, durante la guerra austro-veneta, le truppe austriache al ritorno da un infruttuoso assedio di Cividale occuparono Tolmino.
Col successivo Trattato di Noyon (1516), poi sancito da quello di Worms (1521), venne confermata la sua assegnazione, assieme al resto dell'alta valle dell'Isonzo, alla Monarchia asburgica nel territorio goriziano.
La signoria su Tolmino fu dapprima riconosciuta ai Consorti di Tolmino (tra cui: de Portis, Formentini, Zucco), poi venne incamerata (diventando con ciò proprietà erariale dell'arciduca) nel 1597, poi nuovamente concessa (in pegno) ai Consorti di Tolmino (Bartholomeus Formentini, Pontar Manzan, Leonhard Cusan) nel 1604; la concessione non comprendeva però la giurisdizione, le regalie e l'« ufficio » di Idria, dove operavano le importanti miniere di mercurio.
È comunque da notare come, negli stessi anni, un altro rappresentante della famiglia, Gasparo Formentini, era capitano di Tolmino, cioè rappresentante del potere arciducale sul territorio.
Nel 1607 Tolmino fu concessa in pegno a Maria vedova Dornberg e al figlio minorenne Caspar Veit. Per la prima volta la signoria e il capitanato vennero ceduti insieme, riunendo nelle mani di un unico titolare competenze fino ad allora distribuite tra diverse autorità e percettori.
Nel 1623 la signoria e capitanato di Tolmino furono alienati al barone Caspar Veit von Dornberg; nello anno Gasparo Formentini rinunciò definitivamente ad ogni sua pretesa sul capitanato e sul castello di Tolmino e ottenne, insieme a tutto il ramo goriziano della famiglia, il titolo di barone del Sacro romano impero con i predicati di Tolmino e Biglia.
Con la morte di Caspar Veit Dornberg nel 1633, la signoria e il capitanato furono incamerati e immediatamente concessi a un nuovo beneficiario, Maximilian Breuner.
Alla metà del Seicento il doppio titolo di signore e capitano di Tolmino fu assunto dai Coronini, una delle maggiori famiglie della nobiltà goriziana nel Sei e Settecento, che lo mantennero con continuità per oltre un secolo. In quest'epoca era nota in italiano come Tulmino.
Nel 1713 fu teatro di una rivolta contadina, che ebbe inizio nella zona di Tolmino, e in seguito si estese al Goriziano e al Collio, fino a raggiungere il Carso e l'Istria settentrionale. L'insurrezione fu repressa nel sangue dall'esercito imperiale e undici tra i capi della rivolta furono decapitati nella piazza di Gorizia.
Con il trattato di Schönbrunn del 1809 entrò a far parte delle Province Illiriche, confinando lungo l'Isonzo con il Regno d'Italia napoleonico.
Col Congresso di Vienna nel 1815 tornò in mano asburgica come comune autonomo della ricostituita Contea di Gorizia e Gradisca (a sua volta inquadrata dapprima nel Regno d'Illiria e in seguito dal 1849 nel Litorale austriaco). Il comune catastale di Tolmino comprendeva il solo insediamento capoluogo. In seguito ad esso vennero aggregati i comuni catastali di: Ciadra (o Zadra, o Zhadra, sl. Čadrg); Dolia (o Dolie, sl. Dolje), col villaggio di Gabria (Gabrije); Lubino (Ljubinj o Lubinj); Podmelec (o Melče o Podmeuz); Polubino (Polubinj o Poljubinj), col villaggio di Prapetno (o Prapetno pri Polubinj); Žabče (o Sabig o Žabiče) coi casali di Rauna (Ravne Žabče) e Zadlaz Žabče (o Zalaz-Žabiče); Sotto Tolmino (Zatmin o Zatolmin) e, dagli anni Novanta del XIX secolo, anche quello di Vollaria (Volarje).
Durante la prima guerra mondiale, Tolmino fu il punto di partenza principale dell'offensiva delle truppe austro-tedesche che condusse allo sfondamento del fronte italiano sull'Isonzo ed alla disfatta di Caporetto.
Dopo la Grande Guerra fu annesso al Regno d'Italia in virtù dei trattati di Saint-Germain-en-Laye e di Rapallo e venne incluso nella provincia di Gorizia. In seguito all'abolizione della stessa Provincia nel 1923, passò alla provincia del Friuli nel Circondario di Tolmino. Nel 1927 passò alla ricostituita provincia di Gorizia.
L'attuale territorio comunale era allora articolato nei comuni di:
- Gracova Serravalle
- Tolmino, che comprendeva le frazioni di Podmelez/Piedimelze (Podmelec), con i centri di Sela/Sella (Sela nad Podmelcem), Grappa e Clavice/Chiusa (Klavže); Lubino (Lubinj); Polubino (Polubinj), con il centro di Prapetno/Pràpeno di Lubino (Prapetno); Zábce/Sàbbice (Žabče), con il centro di Raune Zábce/Ràuna di Sàbicce (Ravne Žabče); Ciadra (Čadrg); Zatolmin/Sottolmino (Zatolmin); Doglie/Dolla (Dolje), con il centro di Gabrie/Gàbria di Tolmino (Gabrije); Volaria/Vollària (Volarje), con il centro di Selischie/Selischie di Tolmino (Selišče).[29][30]
- San Vito al Monte/Monte San Vito (annesso nel 1928 a Santa Lucia d'Isonzo)
- Paniqua (annesso nel 1928 a Santa Lucia d'Isonzo)
- Santa Lucia d'Isonzo
- Tribussa (annesso nel 1928 a Chiapovano)
- Volzana (annesso nel 1928).[31]

La frazione di Lom di Canale infine era inserita nel comune di Cal di Canale, mentre la frazione di Selze/Selze di Caporetto era inserita nel comune di Libussina (annesso nel 1928 a Caporetto).
Fu soggetta alla Zona d'operazioni del Litorale adriatico (OZAK) tra il settembre 1943 e il maggio 1945. Dal giugno 1945, il capoluogo e la maggior parte del comune trovandosi ad est della Linea Morgan entrarono nella zona ad amministrazione jugoslava. Nel 1947, a seguito del trattato di Parigi, anche il resto del comune entrò definitivamente a far parte della Jugoslavia.
Nel 1976 fu colpita dal Terremoto del Friuli senza particolari danni data la posizione pianeggiante in cui sorgeva la città e lo "scudo" formato dalla vicina catena alpina. Dal 1991 fa parte della Slovenia.

## Monumenti e luoghi d'interesse

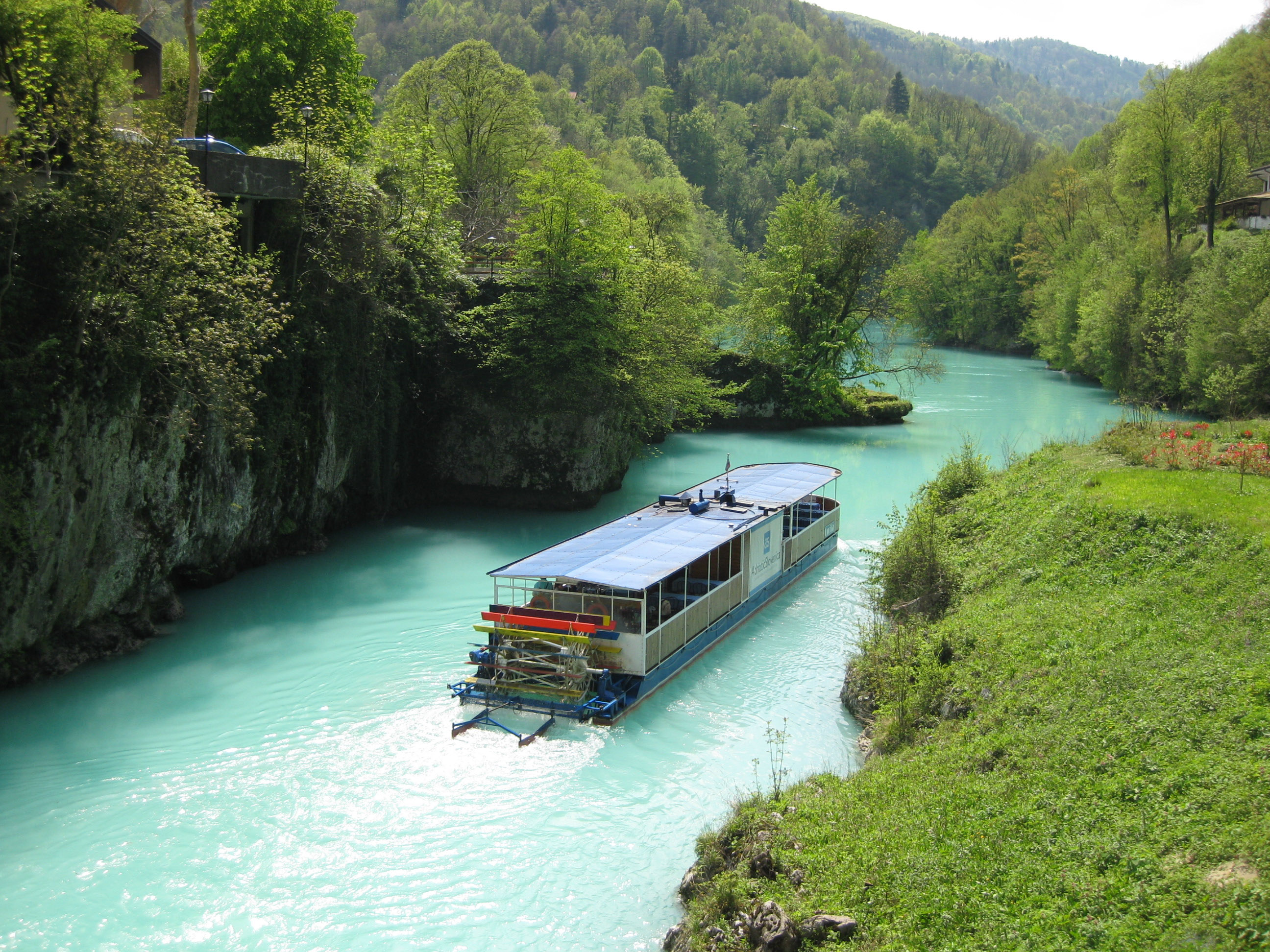
L'Isonzo a Santa Lucia d'Isonzo (frazione di Tolmino).

In località Sottolmino (Zatolmin) vi sono i sentieri battuti, ossia dei vecchi letti di due fiumi con la Grotta di Dante (Zadlaška jama) con il sovrastante ponte del diavolo (Hudičev most) e la sorgiva del fiume Tolminca (Tolminka). Interessanti anche le chiese di Volzana (Volče), dedicata a San Leonardo (Sv. Lenart), e quelle a Santa Lucia d'Isonzo (Most na Soči), dedicata a Santa Lucia (Sv. Lucjia) e San Mauro (Sv. Maver).

## La Grotta di Dante
La grotta di Zadlaz (Zadlaška jama o Dantejeva jama), che prende il nome dal villaggio di Zadlaz, nel Comune di Tolmino, è una delle molte grotte formate dalle acque del ghiacciaio isontino. Si narra che, all'inizio del XIV secolo, il patriarca Pagano della Torre avesse ospitato il poeta Dante a Tolmino. In quell'occasione l'Alighieri visitò anche la grotta, dalle quali trasse ispirazione per la stesura dell'Inferno della Divina Commedia. La grotta prese da allora il nome dal poeta.

## Società

### Etnie e minoranze straniere
Il comune di Tolmino è abitato per la massima parte da sloveni. Fino al XVI secolo il piccolo centro isontino aveva come principale lingua d'uso il friulano, anche se tutta la zona era popolata da etnie slave da molto tempo prima. In seguito, sotto l'impero austro-ungarico, l'idioma diffuso tra le classi colte divenne il tedesco, mentre nel linguaggio familiare e delle campagne era usato lo sloveno; l'italiano però non era percepito come lingua straniera, in quanto in uso dagli stessi mercanti slavi che spesso si recavano a Gorizia per lavoro. Il censimento etnico italiano del 1921 riportava che tra i 6 584 abitanti di allora, 605 fossero italiani.
In particolare, nel paese di Tolmino l'11,98% dei cittadini erano italiani.
| Paese                | italiani | sloveni | stranieri |
| -------------------- | -------- | ------- | --------- |
| Tolmino              | 11,90%   | 87,50%  | 0,59%     |
| Santa Lucia d'Isonzo | 2,72%    | 97,16%  | 0,11%     |
| Volzana              | 0,20%    | 99,80%  | 0%        |
| San Vito al Monte    | 0%       | 99,14%  | 0,86%     |

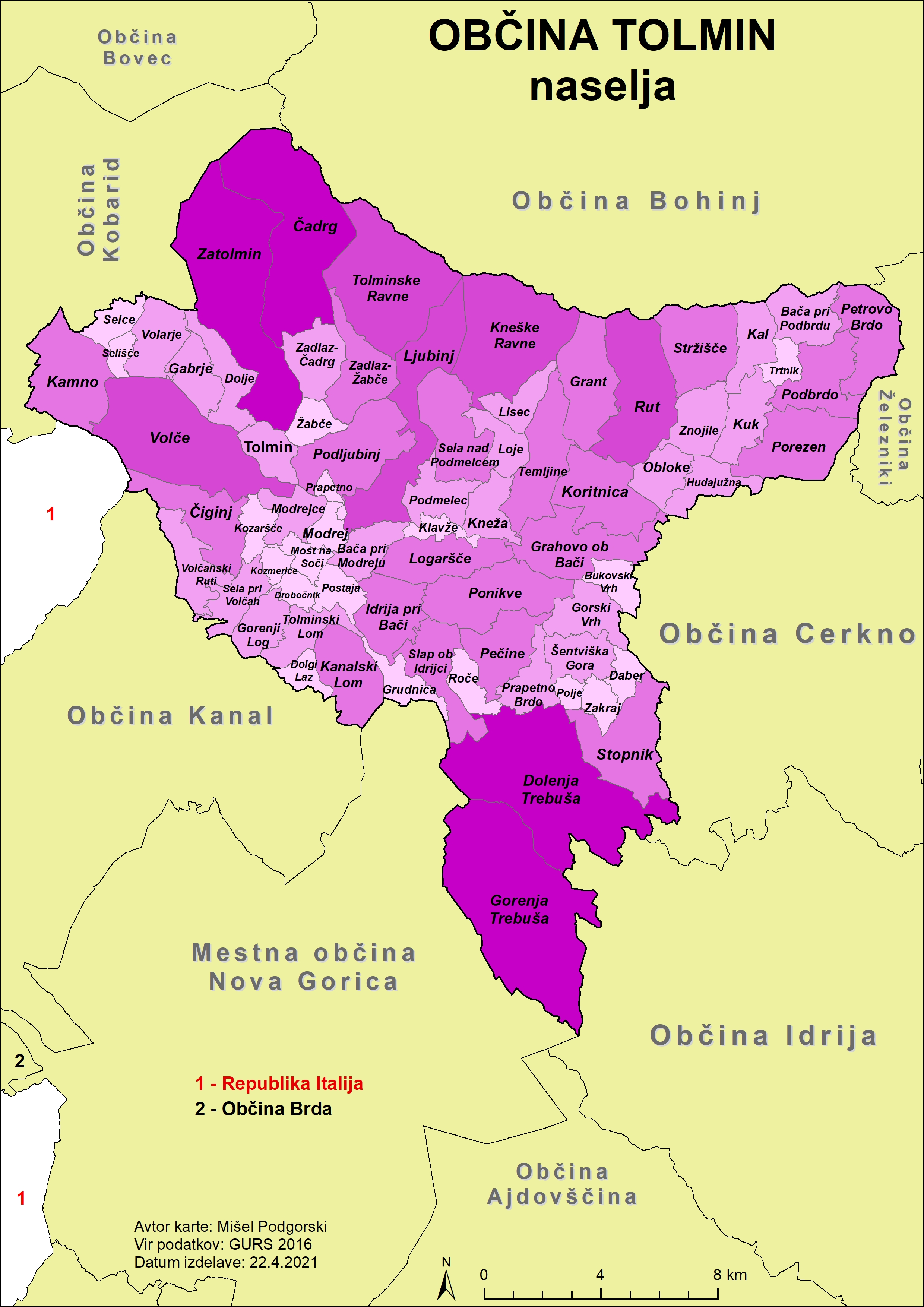
Insediamenti del comune di Tolmino

Il censimento italiano del 1936 attribuiva al paese di Tolmino (escluse le frazioni), una preponderanza di italiani (circa un migliaio). Molti di questi, tuttavia, non erano elementi autoctoni, bensì persone provenienti da tutta la Penisola e legate alle locali caserme, e agli uffici dell'amministrazione centrale.
Il censimento sloveno del 2001 mostra invece i seguenti dati: di un totale di 12 198 abitanti, 11 390 sono sloveni, mentre nessuno è di nazionalità italiana (però 20 si dichiarano di madrelingua italiana, pari al 0,17% della popolazione). Di contro, vi sono: 167 serbo-croati, 120 serbi, 97 croati, 96 bosniaci, 56 albanesi, 33 macedoni, 5 rumeni e 4 ungheresi.

## Cultura

### Istruzione

#### Musei
- Museo storico ed etnografico di Tolmino

## Geografia antropica

### Località
Il comune di Tolmino è diviso in 72 insediamenti (naselja):
- Baccia[10] (Bača pri Modreju)
- Bača pri Podbrdu
- Bukovski Vrh
- Camina[6] (Kamno)
- Ciadra[10] (Čadrg)
- Čiginj
- Cosarsa[10] (Kozaršče)
- Cucco di Gracova[10] (Kuk)
- Daber
- Dolgi Laz
- Dolla[6] (Dolje)
- Drobočnik
- Gabrje
- Gorenja Trebuša
- Gorenji Log
- Gorski Vrh
- Gracova[10] (Grahovo ob Bači)
- Grant
- Grudnica
- Hudajužna
- Idrija pri Bači
- Kal
- Kanalski Lom
- Klavže
- Kneške Ravne
- Kneža
- Koritnica
- Kozmerice
- Lisec
- Logaršče
- Loje
- Ljubinj
- Lom di Tolmino[6] (Tolminski Lom)
- Modrea[10] (Modrej)
- Modreuzza[10] (Modrejce)
- Monte Sanvito[10] (Šentviška Gora)
- Obloke
- Paniqua[10] (Ponikve)
- Pečine
- Petrovo Brdo
- Piedicolle[38] (Podbrdo)
- Piedimelze[38] (Podmelec)
- Polje
- Poljubinj
- Porezen
- Postaja
- Prapetno
- Prapetno Brdo
- Roče
- Rutte di Gracova (Rut)
- Santa Lucia[6] (Most na Soči)
- Sela nad Podmelcem
- Sela pri Volčah
- Selce
- Selišče
- Slappe d'Idria[10] (Slap ob Idrijci)
- Sottolmino (Zatolmin)
- Stopnik
- Stržišče
- Temljine
- Tribussa Inferiore[10] (Dolenja Trebuša)
- Tolmino (Tolmin), sede comunale
- Tolminske Ravne
- Trtnik
- Volčanski Ruti
- Vollària[6] (Volarje)
- Volzana[6] (Volče)
- Žabče
- Zadlaz-Čadrg
- Zadlaz-Žabče
- Zakraj
- Znojile

## Amministrazione

### Gemellaggi
- Vicchio, dal 1981